# Серхіо Ромеро
Серхіо Ромеро (ісп. Sergio Romero, нар. 22 лютого 1987, Бернардо де Ірігоен, Аргентина) — аргентинський футболіст, воротар національної збірної Аргентини.

## Клубна кар'єра
Вихованець юнацьких команд футбольних клубів «Альміранте Браун», «КАІ» та «Расинг» (Авельянеда).
У дорослому футболі дебютував 2006 року виступами за «Расинг» (Авельянеда), в якому провів один сезон, взявши участь лише у 4 матчах чемпіонату.
У липні 2007 року перейшов в нідерландське АЗ за 1,5 млн євро. В сезоні 2007/08 вважався другим воротарем команди, але в наступному сезоні основний воротар Бой Ватерман був відданий в оренду в «АДО Ден Гаг» і Ромеро став основним воротарем клубу. В сезоні 2008/09 став єдиним гравцем АЗ, який провів всі 22 матчі без замін; з 12-го по 21-й тур не пропускав голів, провівши «суху» серію в 957 хвилин, допомігши в тому сезоні команді виграти чемпіонат та Суперкубок Нідерландів.

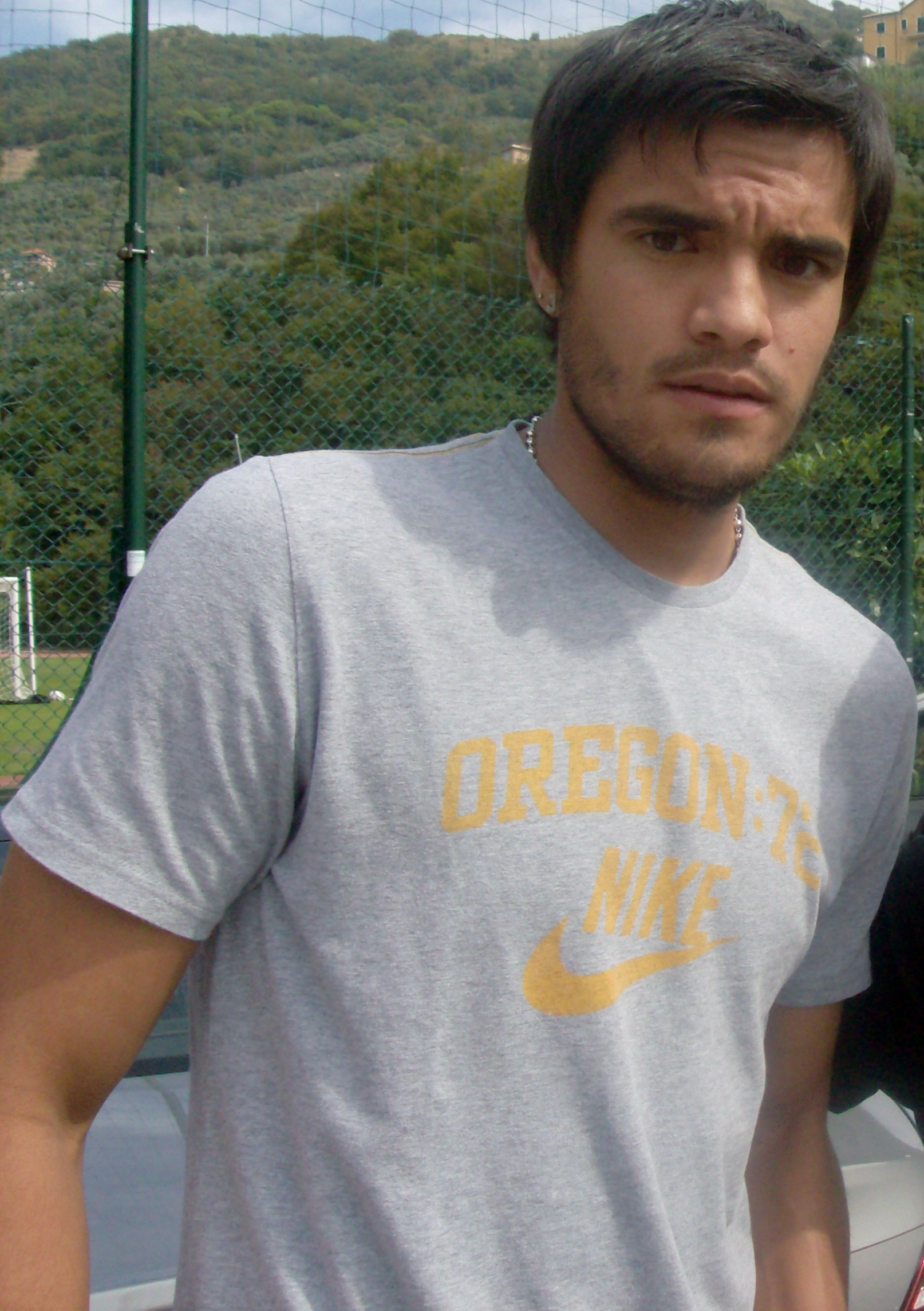
Серхіо Ромеро 2011 року

22 серпня 2011 року Серхіо Ромеро підписав контракт з клубом італійської Серії B «Сампдорією». Сума трансферу та деталі контракту не повідомлялися. У складі фріульців провів наступні два сезони своєї кар'єри гравця, причому вже в першому допоміг команді вийти до Серії А.
17 серпня 2013 року був відданий в «Монако» на правах оренди з правом викупу, де став дублером Данієля Субашича і на поле став виходити дуже рідко.

## Виступи за збірні
2007 року залучався до складу молодіжної збірної Аргентини. Був основним воротарем збірної Аргентини на чемпіонаті світу серед юнаків до 20 років 2007, який Аргентина виграла. Всього на молодіжному рівні зіграв у 23 офіційних матчах, пропустив 20 голів.
2008 року був включений у заявку на Олімпійські ігри в Пекіні як запасний воротар. У матчі 1/4 фіналу проти команди Нідерландів основний голкіпер аргентинців Оскар Устарі отримав травму, і Ромеро довелося вийти замість нього на поле на 75 хвилині. Він же грав і в двох наступних матчах, причому за весь турнір не пропустив жодного гола і допоміг збірній святкувати перемогу на турнірі. 
2008 року дебютував в офіційних матчах у складі національної збірної Аргентини. 
У складі збірної був учасником чемпіонату світу 2010 року у ПАР, на якому тренер «селесті» Дієго Марадона зробив Ромеро основним голкіпером, хоча до початку чемпіонату на його рахунку було всього 6 матчів у складі головної команди Аргентини. 
Наступного року був основним воротарем домашнього розіграшу Кубка Америки 2011 року, відігравши в усіх чотирьох матчах збірної і пропустив два голи. В чвертьфіналі турніру проти збірної Уругваю не відбив жодного післяматчевого пенальті і не допоміг аргентинцям пройти далі.

## Статистика виступів

### Статистика клубних виступів
| Сезон                 | Команда               | Чемпіонат             | Чемпіонат | Чемпіонат | Національний кубок | Національний кубок | Національний кубок | Континентальні кубки | Континентальні кубки | Континентальні кубки | Інші змагання | Інші змагання | Інші змагання | Усього | Усього |
| Сезон                 | Команда               | Ліга                  | Ігор      | Голів     | Ліга               | Ігор               | Голів              | Ліга                 | Ігор                 | Голів                | Ліга          | Ігор          | Голів         | Ігор   | Голів  |
| --------------------- | --------------------- | --------------------- | --------- | --------- | ------------------ | ------------------ | ------------------ | -------------------- | -------------------- | -------------------- | ------------- | ------------- | ------------- | ------ | ------ |
| 2006-07               | «Расинг» (Авельянеда) | ПД                    | 4         | −7        | —                  | —                  | —                  | —                    | —                    | —                    | —             | —             | —             | 4      | −7     |
| 2007-08               | АЗ                    | Е                     | 12        | −14       | —                  | —                  | —                  | КУЄФА                | 2                    | −0                   | —             | —             | —             | 14     | −14    |
| 2008-09               | АЗ                    | E                     | 28        | −18       | КН                 | 3                  | −2                 | —                    | —                    | —                    | —             | —             | —             | 31     | -      |
| 2009-10               | АЗ                    | E                     | 27        | −30       | КН                 | 2                  | −1                 | ЛЧ                   | 6                    | −8                   | СН            | 1             | −1            | 36     | −40    |
| 2010-11               | АЗ                    | E                     | 23        | −25       | КН                 | 3                  | −3                 | ЛЄ                   | 5                    | −9                   | —             | —             | —             | 31     | −37    |
| Усього за АЗ          | Усього за АЗ          | Усього за АЗ          | 90        | −87       |                    | 8                  | −6                 |                      | 13                   | −17                  |               | 1             | −1            | 112    | −111   |
| 2011-12               | «Сампдорія»           | B                     | 29(+1)    | −24(+2)   | —                  | —                  | —                  | —                    | —                    | —                    | —             | —             | —             | 30     | −26    |
| 2012-13               | «Сампдорія»           | A                     | 32        | −39       | КІ                 | 1                  | −1                 | —                    | —                    | —                    | —             | —             | —             | 33     | −40    |
| Усього за «Сампдорію» | Усього за «Сампдорію» | Усього за «Сампдорію» | 61(+1)    | −63(+2)   |                    | 1                  | −1                 |                      |                      |                      |               |               |               | 63     | −66    |
| 2013-14               | «Монако»              | Л1                    | 0         | −0        | КФ+КФЛ             | 0+1                | (-0)+(-1)          | —                    | —                    | —                    | —             | —             | —             | 0      | −0     |
| Усього за кар'єру     | Усього за кар'єру     | Усього за кар'єру     | 155(+1)   | −157(+2)  |                    | 9                  | −7                 |                      | 13                   | −17                  |               | 1             | −1            | 179    | −184   |

### Збірна

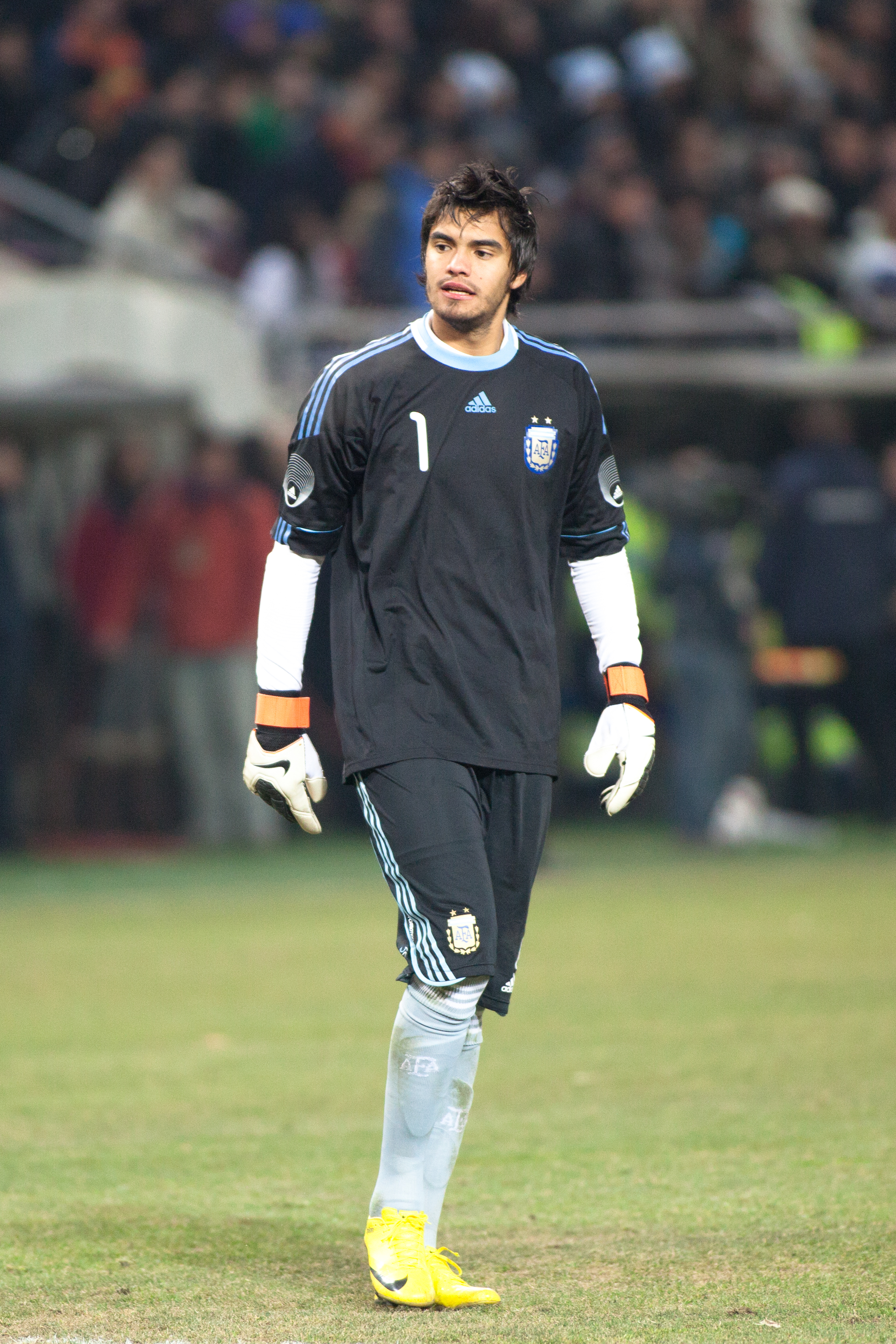
Серхіо Ромеро у складі національної збірної Аргентини. 9 лютого 2011 року

| Аргентина | Аргентина | Аргентина |
| Рік       | Ігор      | Голів     |
| --------- | --------- | --------- |
| 2009      | 4         | 0         |
| 2010      | 11        | 0         |
| 2011      | 10        | 0         |
| 2012      | 9         | 0         |
| 2013      | 10        | 0         |
| Всього    | 44        | 0         |

## Досягнення

### Клубні
«АЗ»
- Чемпіон Нідерландів: 2008-09
- Володар Суперкубка Нідерландів: 2009

«Манчестер Юнайтед»
- Володар Кубка Англії: 2016
- Володар Кубка Футбольної ліги: 2017
- Володар Суперкубка Англії: 2016
- Переможець Ліги Європи УЄФА: 2016–17

«Бока Хуніорс»
- Чемпіон Аргентини: 2022
- Володар Суперкубка Аргентини: 2022

### Збірна
- Чемпіон світу серед юнаків до 20 років:

Аргентина U-20: 2007
- Олімпійський чемпіон:

Аргентина (ол.): 2008
- Віце-чемпіон світу: 2014
- Срібний призер Кубка Америки: 2015, 2016
- Переможець Суперкласіко де лас Амерікас: 2017